# أثاث قديم
صُنع الأثاث القديم من العديد من المواد المختلفة، مثل القصب والخشب والحجر والمعادن والقش والعاج. أمكن أيضًا تزيينها بعدة طرق مختلفة. زود الأثاث في بعض الأحيان بالتنجيد والتنجيد المحشو والنوابض وأشرطة التنجيد والجلد. شاعت السمات التي تميز الجزء العلوي من الأثاث، والتي كانت تسمى حلية القمة أو النهايات. أُدخلت قطع متعاكسة في الأماكن المنخفضة من الأثاث لتزيينه، وأُطلق على هذه الممارسة اسم التطعيم الزخرفي.
كان من الشائع أن يدل الأثاث القديم على أغراض دينية أو رمزية. كان للإنكان رمز جاكمول المعني بالتضحية. على غرار الإنكان، تواجد في دلمون مذابح قرابين. ارتبط الأثاث بالثروة في العديد من الحضارات. لم يحظ إلا مواطنو الطبقة العليا برفاهية استخدام أنواع معينة من الأثاث في بعض الأحيان. على سبيل المثال، لم تُعتلى العروش في مصر إلا من قبل الأثرياء. ارتبط الأثاث بالثروة في العديد من الحضارات. اعتمدت طريقة تزيين الأثاث على الثروة في بعض الأحيان. على سبيل المثال، زُينت الطاولات في بلاد ما بين النهرين بمعادن باهظة الثمن، وبُطنت الكراسي باللباد ونبات السمار والتنجيد وطُعمت بعض الكراسي بالمعادن.

## بلاد ما بين النهرين

### السومرية

#### المواد
صُنع معظم الأثاث السومري من الخشب والقصب وبعض المواد الأخرى القابلة للتلف. تذكر السجلات السومرية العديد من أنواع الخشب. يعد خشب الحلوب أحد هذه الأنواع المختلفة. يوصف بأنه نوع من الخشب يُستخدم في صناعة الأسرة وأطرها وأرجل الأثاث والكراسي ومقاعد الأقدام والسلال والحاويات وأوعية الشرب وغيرها من السلع المرموقة. استُخدم الخشب المستورد من لبنان لأغراض النجارة. لم تكن الأخشاب المستوردة وخشب الحلوب النوعين الوحيدين من الخشب اللذين استُخدما من قبل السومريون. شملت الأنواع الأخرى خشب كوسابكو وسولوم ميلوحي وخشب نخيل التمر. استُخدم خشب كوسابكو، الذي كان إما خشب الساج الكبير أو خشب الأيكة الساحلية، لتطعيم العروش باللازورد.  قد يكون خشب سولوم ميلوحي هو خشب الأبنوس نفسه، لكن لم يُعثر على خشب الأبنوس في المواقع الأثرية. يوجد احتمال آخر وهو أن يكون القصد خشب الورد المستورد من هارابا. استورد خشب نخيل التمر من ملوحة. يعد مصدر خشب نخيل التمر موضوعًا مثيرًا للجدل نظرًا لأن نخيل التمر نما في جنوب بلاد ما بين النهرين، إذ يُحتمل أن ما استوردوه من البلاد الأجنبية لم يكن نخيل التمر بل مادة مشابهة له. استخدم السومريون الخيزران أو قصب السكر المستورد من ماجان، ووصفوه بأنه «قصب مجمع معًا ليبدو مثل الخشب». استُخدمت أنواع أخرى من الخشب مثل خشب نخيل جوز الهند والبردي والخشب الصلب. لم يكن الخشب بأنواعه المادة الوحيدة التي استُخدمت في بلاد سومر، إذ صُنعت الحشوات والسجاد من اللباد ونبات السمار والجلد الصناعي وجلود الحيوانات والصوف. كان للمعادن مثل البرونز والنحاس والفضة والذهب استخدامات عديدة في بلاد سومر، إذ استُخدمت للتطعيم أو صنع حلقات لأرجل الأثاث في بعض الأحيان.

#### الكراسي
استُخدمت الأسرة والمقاعد والكراسي المصنوعة من خشب نخيل جوز الهند أو القصب المنسوج في سومرية. جلس الأثرياء من سكان سومرية على كراسي مبطنة باللباد ونبات السمار والتنجيدات الجلدية. كانت أغلى الكراسي تلك المطعمة بالبرونز والنحاس والفضة والذهب. كانت أجود أنواع الأثاث في أكاد مطعمة أو مغطاة بألواح وزخارف من المعادن والأحجار الكريمة والعاج والخزف. زُينت الكراسي في أطرافها أيضًا بحُلي خشبية أو عاجية ذات ألوان زاهية على شكل أرجل ورؤوس الثيران. صُنعت حُلي الأطراف هذه من سبائك البرونز أو العظام المنحوتة. تمتعت بعض الكراسي بألواح برونزية نُقش عليها صور العنقاء والآلهة المجنحة. يعرض لوح الحرب الملكي في أور ملك أور على كرسي منخفض الظهر ذي أرجل على شكل حوافر الحيوانات. يُرجح أن المقاعد المصورة في اللوح الملكي مصنوعة من نبات السمار والغاب العملاق. لم تستخدم غالبية العامة الكراسي خلال هذه الفترة من التاريخ السومري، وجلس معظم الناس ببساطة على الأرض وافترشوها. كانت الكراسي ذات الظهر المنخفض والمقاعد المنحنية أو المسطحة والأرجل المدورة شائعة بشكل لا يصدق في الإمبراطورية الأكادية.

#### الأسرّة
كانت الأسرة متوافرة في سومرية ولكن معظم الناس كانوا ينامون على الأرض بدلًا من الأسرة. كان السرير السومري عبارة عن سرير خشبي على إطار خشبي. صُنع إطار السرير من لوح عمودي طويل مزين بصور الطيور والزهور. طُعمت أرجل السرير بالمعادن الثمينة في بعض الأحيان ونُحتت على شكل أرجل الحيوانات. صُنعت بعض الأسرة الأكادية بأرجل تشبه حوافر الثور. كانت الطبقة العليا في سومرية تستخدم الجلد وشرائط القماش والقصب المنسوج بعناية لصنع دكة النوم. تمتع سكان بلاد ما بين النهرين الأثرياء بالنوم على أسرة ذات إطارات خشبية ومراتب محشوة بقطع القماش أو شعر الماعز أو الصوف أو الكتان. كان سرير الزواج نوعًا مهمًا من الأسرة في سومرية، إذ مارس عليه الأزواج الجماع بعد الزواج. إذا لم تحمل العروس، فقد يبطل الزواج.

#### الحصائر
غطى الناس أرضياتهم بالحصائر المنسوجة من القصب والسجاد الجلدي والحبال الصوفية. خلال الفترات المبكرة من التاريخ السومري، ثُبتت حصائر القصب بالعصي ووُضعت على الأرض أو في المنازل. استُخدمت حصائر القصب لبناء المنازل في بعض الأحيان. مُد الطين فوق الحصائر على أسطح بعض المنازل. دُعمت هذه الحصائر بواسطة عوارض متقاطعة. لجأ البعض إلى طريقة أخرى لدعم هذه الأكواخ عبر ربط حزم القصب معًا وثني الجزء العلوي للداخل لتعمل هذه الحزم بمثابة أقواس. نُشرت بعض الأطعمة على الحصير. يوضح أحد النصوص السومرية على سبيل المثال أنه يجب على الشخص أن ينشر الهريس المطبوخ فوق حصائر القصب. تتحدث بعض النصوص السومرية الأخرى عن تغطية العربات بحصائر القصب. أمكن أيضًا استخدام الحصير لتغطية الهياكل العظمية.

#### الأثاث المنزلي
كان من غير الشائع أن تحتوي معظم المنازل على أثاث كثير لأن الأثاث كان مخصصًا للأثرياء. كانت غالبية الأثاث في الحضارة السومرية مصنوعة من خشب الخوص. كانت صناديق التخزين شائعة، وكانت تُصنع من القصب أو الخشب، ونُحت بعضها نحتًا متقنًا. كانت المقاعد والطاولات وحصائر القصب شائعة أيضًا. استُخدمت الطاولات لحفظ الوجبات أو الممتلكات الشخصية وزيّن الأثرياء من سكان بلاد ما بين النهرين طاولاتهم بالمعادن. استخدم الناس إلى جانب الصناديق والطاولات سلالًا مصنوعة من القصب أو خشب الخوص أو القش؛ وخزنًا مصنوعة من الطين المجفف بالشمس أو خشب نخيل جوز الهند أو القصب لتخزين المواد. كان لدى السومريين أوانٍ منزلية مصنوعة من الطين والنحاس الحجري والبرونز واستُخدم منقل حرق روث الحيوانات لتدفئة المنازل. كان الناس يضيئون منازلهم بوضع فتيل من القصب أو الصوف في زيت بذور السمسم ثم يشعلونه. أُخفيت التماثيل داخل المنازل عادةً لدرء الأرواح الشريرة. صور الفن في بلاد ما بين النهرين الآلهة جالسة على الجبال أو على أكوام من المنتجات الزراعية وصُور بعضها الآخر جالسين على مقاعد. قد تمثل هذه المقاعد المعابد أو كرسي الرب على الأرض. كانت الأبواب في بلاد سومر القديمة مصنوعة من الخشب أو جلد الثور الأحمر. تواجدت مجموعة متنوعة من الأثاث المخصص للاسترخاء في بلاد ما بين النهرين القديمة. تصور بعض أعمال الفن القديم أشخاصًا يتسكعون على الأرائك. زودت أرجل الأرائك بألواح حديدية على شكل نساء وأسود. كانت الحمامات في بلاد ما بين النهرين تحتوي على مغاطس ومقاعد وجرار ومرايا وأباريق مياه كبيرة في بعض الأحيان مع مغرفة فخارية. تمتعت منازل الأغنياء من السومريين بمراحيض وأنظمة صرف مناسبة.

#### علم الآثار
تعد الأدلة الأثرية على الأثاث في بلاد ما بين النهرين محدودة، إذ كان استخدام المواد القابلة للتلف لصنع الأثاث السومري أمرًا شائعًا. تتمثل المصادر القليلة التي وصلت إلينا في القطع الأثرية التي استولى عليها الآشوريون في غزواتهم. تذكر السجلات الآشورية أن أثاث بلاد ما بين النهرين كان مشابهًا للأثاث المصري. يذكر أن الأثاث كان أثقل وذو منحنيات أكثر مقارنة بالأثاث المصري. شكلت رسومات مدينة أور مصدرًا آخر للأثاث السومري.